# Kunimitsu Itō

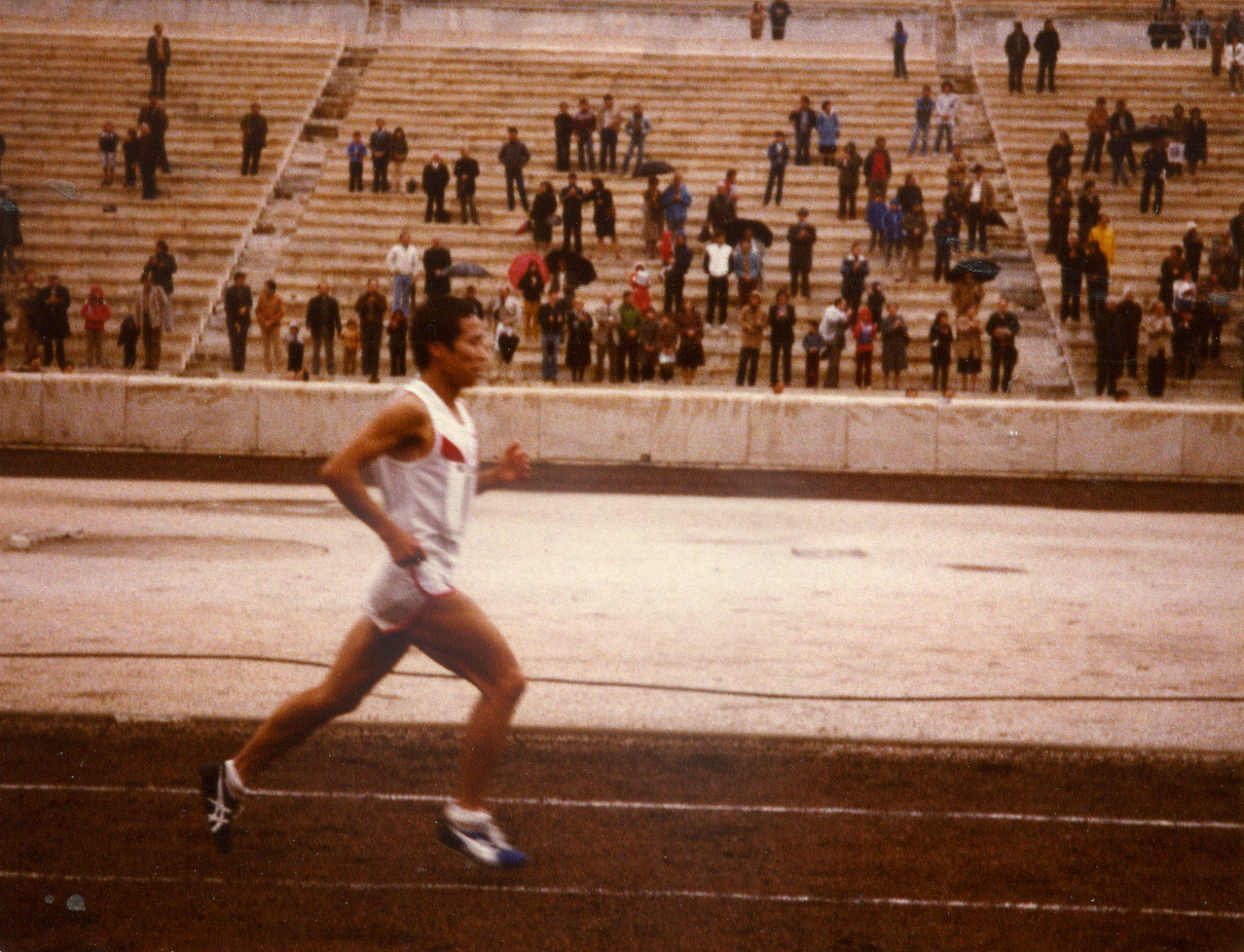
Kunimitsu Itō beim Golden Athens Marathon 1982

Kunimitsu Itō (jap. 伊藤 国光, Itō Kunimitsu; * 6. Januar 1955) ist ein ehemaliger japanischer Langstreckenläufer.
1975 gewann er den Kumanichi-Straßenlauf und siegte bei den Leichtathletik-Asienmeisterschaften über 5000 m. 1977 siegte er erneut beim Kumanichi-Straßenlauf und wurde Dritter beim Biwa-See-Marathon. Im Jahr darauf wurde er Dritter beim Beppu-Ōita-Marathon und Elfter beim Fukuoka-Marathon.
1979 folgte einem fünften Platz beim Biwa-See-Marathon eine Silbermedaille über 10.000 m bei den Asienmeisterschaften. Beim Marathon der Völker-Spartakiade und beim Fukuoka-Marathon wurde er jeweils Achter.
1980 gewann er den Kumanichi-Straßenlauf und wurde Dritter in Fukuoka. 1981 siegte er über 10.000 m bei den Asienmeisterschaften und wurde beim Leichtathletik-Weltcup in Montreal Siebter. Zum Saisonabschluss wurde er Zweiter in Fukuoka. Im darauffolgenden Jahr wurde er Neunter beim Golden Athens Marathon und Vierter in Fukuoka. 1983 schied er bei den Leichtathletik-Weltmeisterschaften in Helsinki über 10.000 m im Vorlauf aus und wurde Sechster in Fukuoka.
1984 wurde er Zweiter beim Peking-Marathon und Fünfter in Fukuoka. 1985 folgte einem Sieg beim Ōme-Marathon ein 77. Platz beim IAAF-Weltcup-Marathon und ein dritter Platz in Fukuoka. 1986 verteidigte er seinen Titel in Ōme. Beim Boston-Marathon wurde er Zehnter und beim Peking-Marathon Zweiter.
Beim Boston-Marathon 1989 kam er auf den achten Platz.
1980 wurde er Japanischer Meister über 10.000 m.

## Persönliche Bestzeiten
- 5000 m: 13:29,86 min, 24. Juni 1981, Saint-Denis
- 10.000 m: 27:47,35 min, 7. Juli 1980, Stockholm
- 30-km-Straßenlauf: 1:29:12 h, 24. Februar 1980, Kumamoto
- Marathon: 2:07:57 h, 19. Oktober 1986, Peking